# أمراض القمح
يتعرض القمح (ومحاصيل الحبوب بشكل عام) للخطر من العديد من الأمراض نظراً لتكثيف زراعته منذ سنوات 1970 بهدف الحصول على إنتاج مجدٍ اقتصاديًا. وفي الآونة الأخيرة، لعب تنويع الأصناف، وحسن تربية النباتات وتوافر مبيدات فطرية فعالة دوراً بارزاً في مكافحة أمراض الحبوب. من جهة أخرى، ساعد استخدام الدورة الزراعية والأساليب الزراعية الجيدة على إبقاء مستويات الأمراض متدنية. في الثمانينات من القرن الماضي، أدى زوال عادة حرق القش في بعض البلدان (مثل المملكة المتحدة) إلى بروز أهمية المراقبة الجيدة لأمراض القمح والحبوب بشكل عام.
تشمل تدابير المراقبة النشطة استخدام العلاجات الكيميائية للبذور لتقليل الأمراض المنقولة عن طريق البذور ورش والمبيدات الكيميائية لمكافحة أمراض الأوراق والسنابل. ولكن تطوير الممرضات لمناعة ضد المواد الكيميائية سبب مشكلة خلال السنوات الثلاثين السابقة.

## أهم الأمراض التي تصيب القمح
- التفحم
- الصدأ
- البياض الدقيقي
- مغزلاوية النجيليات
- السنابل البيضاء

## أهم أمراض القمح المنتشرة في الوطن العربي
يعد الهلال الخصيب (العراق وسورية) الموئل الأساسي للقمح. وتقع معظم مناطق زراعة هذا المحصول في الوطن العربي ضمن المناطق شبه الجافة (مثل بلاد الشام وشمال العراق والمناطق الساحلية في المغرب العربي) أو الجافة (مثل السودان ومصر والسعودية) بشرط توافر الري. أدى هذا الوجود الطبيعي للحنطة في بيئة جافة أو شبه جافة إلى تقليل الإصابة بأمراض معروفة في مناطق الزراعة الأخرى في العالم، مثل الولايات المتحدة وأوروبا وكندا وأستراليا والصين وروسيا.